# Leonid Aristow
Leonid Warsanofjewicz Aristow (ros. Леонид Варсанофьевич Аристов 1919-2009) – radziecki reżyser filmów animowanych. Jeden z najstarszych twórców klasyków rosyjskiej animacji.

## Życiorys
W 1939 roku wstąpił na wydział artystyczny WGIK. Studiował przez krótki czas, potem udał się na front. Powrócił w 1945 roku i kontynuował studia. W latach 1941–45 brał udział w II wojnie światowej. W  latach 1951-74 pracował w studiu Sojuzmultfilm jako artysta i reżyser. W latach 1974–79 jako reżyser filmów rysunkowych w studiu Ekran. Pierwsze prace – Noc wigilijna u sióstr Walentiny i Zinaidy Brumberg. Jako reżyser współpracował z Olgą Chodatajewa. Wyreżyserowali wspólnie filmy rysunkowe m.in. Słomiany byczek,  W jarangie gorit ogon' i Chrabryj olenionok.

## Wybrana filmografia
- 1954: Słomiany byczek
- 1956: W jarangie gorit ogon'
- 1957:  Chrabryj olenionok

## Nagrody na festiwalach
- 1956: W jarangie gorit ogon' – Złoty Medal na VI Światowym Festiwalu Młodzieży i Studentów w Moskwie, w 1957 roku, nagroda na VIII Międzynarodowym Festiwalu Filmowym w Wenecji;
- 1957:  Chrabryj olenionok – dyplom na Międzynarodowym Festiwalu Filmowym w Edynburgu w 1958 roku.